# هيو ماكاولي
هيو ماكاولي (بالإنجليزية: Hugh McAuley)‏ هو لاعب كرة قدم بريطاني، ولد في 13 مايو 1976 في بليموث في المملكة المتحدة. لعب مع فوريست غرين ونادي ألدرشوت تاون ونادي تاموورث ونادي ساوثبورت ونادي كيترينغ تاون ونادي ليفربول.

## وصلات خارجية
- هيو ماكاولي على موقع قاعدة بيانات كرة القدم.إي يو (الإنجليزية)
- هيو ماكاولي على موقع Soccerbase.com (لاعب) (الإنجليزية)